# Federazione di softball della Bulgaria
La Federazione bulgara di softball (in bulgaro Българска Федерация по Волейбол?, Bŭlgarska federatsiya po softbol) è un'organizzazione fondata nel 1988 per governare la pratica del softball in Bulgaria.
Organizza il campionato di softball bulgaro, e pone sotto la propria egida la nazionale di softball femminile.